# Colombiers-du-Plessis
Colombiers-du-Plessis ist eine französische Gemeinde mit 477 Einwohnern (Stand: 1. Januar 2022) im Département Mayenne in der Region Pays de la Loire; sie gehört zum Arrondissement Mayenne und zum Kanton Gorron. 

## Geographie
Colombiers-du-Plessis liegt etwa 39 Kilometer nordnordwestlich des Stadtzentrums von Laval. Umgeben wird Colombiers-du-Plessis von den Nachbargemeinden Hercé im Norden, Gorron im Norden und Nordosten, Brecé im Osten, Saint-Denis-de-Gastines im Süden sowie Carelles im Westen.

## Bevölkerungsentwicklung
| Jahr                       | 1962 | 1968 | 1975 | 1982 | 1990 | 1999 | 2006 | 2019 |
| Einwohner                  | 773  | 740  | 688  | 607  | 567  | 514  | 493  | 484  |
| Quellen: Cassini und INSEE |      |      |      |      |      |      |      |      |

## Sehenswürdigkeiten

Kirche Saint-Éloi

- Kirche Saint-Éloi
- Park von Les Renaudies

## Persönlichkeiten
- André Corbeau (* 1950), Radrennfahrer